# La Relève de la garde (film)
Pour l'épisode de La Quatrième Dimension, voir La Relève de la garde.
Pour plus de détails, voir Fiche technique et Distribution.
La Relève de la garde (Zmiana warty) est un film polonais réalisé par Halina Bielińska et Włodzimierz Haupe, sorti en 1959.

## Synopsis
L'histoire d'amour entre une princesse et un soldat racontée avec des boîtes d'allumettes.

## Fiche technique
- Titre : La Relève de la garde[1]
- Autre titre : Changement de garde[2]
- Titre original : Zmiana warty
- Réalisation : Halina Bielińska et Włodzimierz Haupe
- Scénario : Halina Bielińska et Włodzimierz Haupe
- Musique : Wlodzimierz Kotonski
- Photographie : Aleksander Lipowski
- Montage :
- Société de production : Studio Miniatur Filmowych
- Pays :  Pologne
- Genre : Animation et romance
- Durée : 8 minutes
- Dates de sortie : 
  -  France : mai 1959 (Festival de Cannes)

## Distinctions
Le film a reçu le Prix du court métrage lors du Festival de Cannes 1959 ex aequo avec N.Y., N.Y..